# Johannes Jacobus van Rhijn
Johannes Jacobus van Rhijn (* 24. Juni 1742 in Den Haag; † 24. Juni 1808 in Utrecht) war der sechste alt-katholische Erzbischof von Utrecht.

## Leben und Wirken
Van Rhijn stammte bereits aus einer altkatholischen Familie. Er trat 1755 in das Seminar in Amersfoort ein. Am 28. September 1766 empfing er die Priesterweihe. Nachdem er die Pfarrämter in Rotterdam (HH Petrus und Paulus, ab 1772 HH Laurentius und Maria Magdalena) sowie in Utrecht (St. Nikolaus, als letzter alt-katholischer Geistlicher dieser Pfarrei) innegehabt hatte, wurde er am 10. Mai 1797 zum Erzbischof von Utrecht gewählt und am 5. Juli 1797 durch Adrian Johannes Broekman, den Bischof von Haarlem und Nicolas Nellemans, den Bischof von Deventer, zum Bischof geweiht, was zu seiner Exkommunikation durch Papst Pius VI. am 26. August 1797 führte.
In seine Amtszeit fiel der Zusammenbruch der Batavischen Republik und die Einsetzung von Louis Bonaparte zum König von Holland.
Er starb unter Anzeichen, die für eine Vergiftung sprechen.